# رولان دورجليه
رولان دورجليه (بالفرنسية: Roland Dorgelès) وبالميلاد رولان لوكافليه ولد في 15 يونيو 1885 بأميان، وتوفى في 18 مارس 1973 بباريس. وهو صحفي وكاتب فرنسي. عضو بأكاديمية غونكور منذ عام 1929 حتى عام 1973. حصل على جائزة فيمينا الأدبية عام 1919.

## روابط خارجية
- رولان دورجليه على موقع مونزينجر (الألمانية)